# Kurklinik Rosenau
Kurklinik Rosenau è una serie televisiva tedesca di genere medico andata in onda dal 1996 al 1997 e nel 2006 sull'emittente Sat.1. Interpreti principali sono Karl Michael Vogler, Stefan Gubser e Josef Baum.
La serie si compone di 3 stagioni, per un totale di 40 episodi della durata di 45 minuti ciascuno. Il primo episodio, intitolato Kurschatten, venne trasmesso in prima visione il 3 giugno 1996; l'ultimo, intitolato Der Märchenprinz, venne trasmesso in prima visione il 1º aprile 2006.

## Trama
Il Prof. Bernhardt si prende l'incarico di gestire "Rosenau", una moderna clinica fondata dal padre e che ospita in modo particolare giovani pazienti, attratti dalle strutture di cui la clinica dispone. Ad affiancarlo sono il Dottor Tannert, candidato alla direzione della clinica, e il Dott. Larisch.
Bernnardt e Tannert si trovano in conflitto con il Dottor Harald Cramm, direttore della Kosmopharm per via delle diverse visioni riguardanti le metodologie mediche.

## Personaggi e interpreti
- Prof. Berhardt, interpretato da Karl Michael Vogler: figlio del fondatore della clinica "Rosenau", è un fautore dei trattamenti medici a base di sostanze vegetali[1][2]
- Dott. Klaus Tannert, interpretato da Stefan Gubser: affianca Bernhardt nella direzione della clinica ed è un fautore del trattamento olistico[1][2]
- Dott. Cramm, interpretato da Maximilian Malcsiner: direttore della Kosmopharm AG, è spesso in conflitto con Bernhardt e Tannert[1]

## Episodi
| Stagione         | Puntate | Prima TV Germania | Prima TV Italia |
| ---------------- | ------- | ----------------- | --------------- |
| Prima stagione   | 14      | 1996              | inedita         |
| Seconda stagione | 13      | 1997              | inedita         |
| Terza stagione   | 13      | 2006              | inedita         |